# Zbiornik Narewski
Zbiornik Narewski (est. Narva veehoidla; ros. Нарвское водохранилище, Narwskoje wodochraniliszcze) – zbiornik retencyjny na rzece Narwa na granicy pomiędzy Estonią i Rosją. Wybudowany w latach 1955–56, w czasach, gdy Estonia należała do ZSRR. Po odzyskaniu niepodległości przez Estonię został podzielony pomiędzy dwa kraje. Obecnie na terenie Estonii znajduje się około 20% powierzchni zbiornika.
Cały zbiornik ma około 191 km² powierzchni. Ze względu na niewielką głębokość (średnio 1,8 m) wymiana wody następuje około 30 razy w ciągu roku. Wody ze zbiornika zasilają Narewską Elektrownię Wodną, znajdującą się po rosyjskiej stronie (125MW, zarządzana przez TGC-1) oraz dostarczają chłodzenia do Narva Elektrijaamad – kompleksu elektrowni, dostarczającego 95% energii dla Estonii.
Stan ekologiczny wód zbiornika uznawany jest za dobry.